# 德斯梅特 (愛達荷州)
德斯梅特（英語：De Smet）是位於美國愛達荷州本瓦縣的一個人口普查指定地區。

## 地理
德斯梅特的座標為47°08′46″N 116°54′57″W / 47.14611°N 116.91583°W，而該地最高點為海拔高度752米（即2598英尺）。

## 人口
根據2020年美國人口普查的數據，德斯梅特的面積為2.48平方千米，均為陸地。當地共有人口145人，而人口密度為每平方千米58.47人。